# Ross McCormack
Ross McCormack, né le 18 août 1986 à Glasgow, est un footballeur international écossais qui évolue au poste d'attaquant.

## Biographie

### Rangers FC
Ross McCormack intègre les l'équipe B des Rangers en juin 2002 à l'âge de 16 ans. Il joue son premier match avec l'équipe une le 1er mai 2004 face à Motherwell. Il rejoue dès le match suivant face à Dunfermline et inscrit par la même occasion son premier but en championnat.
Lors de la saison 2004-2005, il est cantonné au banc de touche et ne joue qu'un seul match, en championnat.

### Leeds United
Sa première saison, que McCormack qualifie de « torture personnelle », est difficile. Recruté d'abord pour entrer dans un système de jeu avec deux attaquants, McCormack attend longtemps avant d'avoir sa chance. En effet, les Whites ont des difficultés défensives et l'entraîneur Simon Grayson décide de troquer le traditionnel 4-4-2 pour un 4-2-3-1, ce qui laisse le seul Luciano Becchio à la pointe de l'attaque et McCormack, Paynter et Somma sur le banc. De plus, l'international écossais subit de multiples blessures qui l'empêchent d'être dans une forme optimale. Pour retrouver cette forme, il enchaîne les matchs avec l'équipe réserve et réalise de très bonnes performances, avec notamment quelques triplés. C'est finalement lors des deux derniers matchs de la saison qu'il ouvre son compteur buts, contre Burnley FC, puis contre les champions, Queens Park Rangers, profitant d'une certaine stabilité défensive revenue et du retour du 4-4-2. Ses deux performances laissent beaucoup d'espoir pour la saison suivante et lui permettent d'être de nouveau sélectionné avec l'Écosse.
Des espoirs qui se confirment puisque l'écossais devient l'un des joueurs les plus performants de l'équipe avec 19 buts à la clé. Durant cette saison il évoluera par ailleurs dans plusieurs positions différentes, principalement comme attaquant dans un système à deux pointes avec les très travailleurs Andy Keogh et Luciano Becchio, parfois comme ailier gauche et, surtout en fin de saison, comme meneur de jeu dans un 4-2-3-1. McCormack connaîtra néanmoins une période creuse avec 7 matchs consécutifs sans marquer le moindre but. D'autre part, le sélectionneur de l'équipe nationale écossaise ne le convoque toujours pas malgré sa bonne saison d'ensemble.
Il termine la saison 2013-14 étant le meilleur buteur de la D2.

### Fulham FC
Le 8 juillet 2014, McCormack s'engage pour quatre ans avec Fulham. Il dispute 100 matchs et inscrit 42 buts toutes compétitions confondues lors de ses deux saisons sous le maillot des Cottagers.

### Aston Villa
Le 4 août 2016, McCormack s'engage pour quatre ans avec Aston Villa. Il ne marque trois buts en 22 matchs lors de la première moitié de saison et est prêté à Nottingham Forest en janvier 2017. Après seulement un but en sept rencontres avec Forest, McCormack retrouve Villa à l'issue de la saison.
Très peu utilisé par Steve Bruce, McCormack est prêté pour trois mois à Melbourne City le 30 septembre 2017. Il inscrit quatorze buts en dix-sept matchs avec le club australien avant de rallier Aston Villa fin janvier 2018.
Le 20 septembre 2018, il est prêté pour une saison aux Central Coast Mariners. Cependant, en décembre 2018, à la suite d'une blessure, il revient à Aston Villa.
Le 5 janvier 2019, McCormack est de nouveau prêté, cette fois au Motherwell FC jusqu'à la fin de la saison. Il ne dispute que quatre rencontres avec le club écossais avant de retourner à Aston Villa au mois d'avril 2019 en raison d'une blessure.
Le 3 juin 2019, Aston Villa annonce avoir résilié le contrat de McCormack.
Après avoir passé un an sans club, il s'engage pour une saison avec Aldershot Town en septembre 2020.

## Palmarès

### Distinctions personnelles
- Meilleur buteur de D2 anglaise en 2014 (29 buts)
- Membre de l'équipe-type de D2 anglaise en 2014 et 2016
- Joueur du mois de D2 anglaise en novembre 2013.